# خانه شهید مرتضی مطهری
خانه شهید مرتضی مطهری مربوط به اوایل دوره پهلوی است و در فریمان، خیابان امام خمینی، خیابان شهید مطهری شرقی واقع شده و این اثر در تاریخ ۸ مرداد ۱۳۸۱ با شمارهٔ ثبت ۵۹۳۲ به‌عنوان یکی از آثار ملی ایران به ثبت رسیده است.